# Marcus Adam
Marcus Adam (ur. 28 lutego 1968 w Londynie) – brytyjski lekkoatleta i bobsleista. Jeden z niewielu sportowców, którzy uczestniczyli zarówno w letnich, jak i zimowych igrzyskach olimpijskich.

## Kariera sportowa
Na igrzyskach Wspólnoty Narodów reprezentował Anglię, a na pozostałych dużych imprezach międzynarodowych Wielką Brytanię.
Jako lekkoatleta specjalizował się w biegach sprinterskich. Zdobył złote medale w biegu na 200  metrów i w sztafecie 4 × 100 metrów oraz zajął 5. miejsce w biegu  na 100  metrów na mistrzostwach Europy juniorów w 1987 w Birmingham. Zajął 2. miejsce w sztafecie 4 × 100 metrów w zawodach pucharu świata w 1989 w Barcelonie.
Zdobył złote medale w biegu na 200 metrów (wyprzedzając swych kolegów z reprezentacji Anglii Johna Regisa i Ade Mafe) i w sztafecie 4 × 100 metrów (w składzie: Clarence Callender, Regis, Adam i Linford Christie) oraz zajął 4. miejsce w biegu na 100 metrów na igrzyskach Wspólnoty Narodów w 1990 w Auckland. Na mistrzostwach Europy w 1990 w Splicie zdobył srebrny medal w sztafecie 4 × 100 metrów (w składzie: Darren Braithwaite, Regis, Adam i Christie) oraz odpadł w półfinale biegu na 200 metrów. Sztafeta brytyjska ustanowiła wówczas rekord swego kraju czasem 37,98 s. Adam odpadł w półfinale biegu na 200 metrów na halowych mistrzostwach Europy w 1992 w Genui. Zajął 8. miejsce w finale biegu na 200 metrów i 4. miejsce w finale sztafety 4 × 100 metrów na igrzyskach olimpijskich w 1992 w Barcelonie.
Po kilku latach przerwy w startach w najważniejszych imprezach międzynarodowych wystąpił w biegu na 200 metrów na halowych mistrzostwach świata w 1999 w Maebashi, lecz odpadł w półfinale.
Adam był mistrzem Wielkiej Brytanii (AAA) w biegu na 200 metrów w 1989, a w biegu na 100  metrów wicemistrzem w 1989 oraz brązowym medalistą w 1992. W hali był mistrzem w biegu na 200 metrów w 1990 i 1999 oraz wicemistrzem w 1989. Był również mistrzem UK Championships w biegu na 100 metrów w 1989 i w biegu na 200 metrów w 1989 i 1992 oraz brązowym medalistą w biegu na 100 metrów w 1987 i 1992.
23 czerwca 1989 w Birmingham ustanowił rekord Wielkiej Brytanii w sztafecie 4 × 200 metrów czasem 1:21,29 (sztafeta biegła w składzie: Adam, Mafe, Christie i Regis).
Później startował w bobslejach. Wystąpił w konkurencji dwójek, razem z Lee Johnstonem, na zimowych igrzyskach olimpijskich w 2002 w Salt Lake City, zajmując 10. miejsce.

## Rekordy życiowe
Rekordy życiowe Adama:
- bieg na 100 metrów – 10,23 s (26 lipca 1991, Birmingham)
- bieg na 200 metrów – 20,41 s (13 czerwca 1992, Dijon)